# 郦国
郦国是夏国建立后禹封黄帝后人于郦邑（今河南省内乡东北），建立的诸侯国郦国。故城址在今河南省南阳市内乡县城关西北4公里赵店乡郦城村和申营村附近。